# Saint-Mards
Saint-Mards település Franciaországban, Seine-Maritime megyében. Lakosainak száma 171 fő (2022. január 1.). Saint-Mards Beauval-en-Caux, Belmesnil, Lamberville, Saint-Ouen-le-Mauger és Saint-Pierre-Bénouville községekkel határos.

## Népesség
A település népessége az elmúlt években az alábbi módon változott:
| Lakosok száma | 196  | 201  | 208  | 194  | 186  | 179  | 177  | 174  | 171  |
|               | 2013 | 2015 | 2016 | 2017 | 2018 | 2019 | 2020 | 2021 | 2022 |